# Tapety Gnaszyn
Tapety Gnaszyn S.A. – zakład przemysłowy w Częstochowie, w dzielnicy Gnaszyn istniejący w latach 1921–2007. Przez lata jedyna fabryka tapet w Polsce.

## Historia
Zakład powstał w 1921 roku jako Gnaszyńska Fabryka Tapet i Papierów Kolorowych. W 1928 roku fabrykę przekształcono w spółkę akcyjną. Po II wojnie światowej zmieniono nazwę na Gnaszyńskie Zakłady Wyrobów Papierowych, w skrócie GZWP. Tapetownia była bohaterem krótkiego reportażu Polskiej Kroniki Filmowej z 1964 roku. Pokazano w nim przestarzałe maszyny pracujące od początku jej istnienia. W 1975 roku fabryka przejęła pracowników zlikwidowanego oddziału w Częstochowie, dawnej Fabryki Tapet Gerkego. W tym samym roku zakończono rozbudowę i modernizację zakładu z udziałem angielskich fachowców: budowę nowej hali produkcyjnej oraz wprowadzenie nowych technologii. Inwestycję odbierał I sekretarz KC PZPR Edward Gierek. Dyrektorem był wówczas Tadeusz Gądek. Przez wiele lat była to jedyna fabryka tapet w Polsce. W Gnaszynie znajdował się sklep fabryczny.
Zmieniała się nazwa zakładu: Częstochowskie Zakłady Materiałów Biurowych, Gnaszyńskie Zakłady Wyrobów Papierowych, a w 1998 roku „Tapety Gnaszyn” S.A. W styczniu 2001 roku Narodowy Fundusz Inwestycyjny Foksal sprzedał wszystkie swoje akcje Tapety Gnaszyn S.A. firmie Ergis S.A. z Wąbrzeźna, a 20 września 2001 roku sprzedano tej firmie 25% akcji fabryki. W 2001 roku zakład zatrudniał 75 pracowników, spółka była zadłużona. W lipcu Tapety Gnaszyn przyłączyły się do światowego Konsorcjum Producentów i Dystrybutorów Tapet.
Maszyny z fabryki wywieziono do krajów byłego ZSRR, m.in. do zakładów „Homel” w Homlu na Białorusi. Część wyrzucono na złom. „Tapety Gnaszyn” S.A. upadły w 2007 roku.

## Obecnie
W 2005 roku puste budynki zakładów (o powierzchni 25 000 m²) kupiła firma „Dospel”, producent wentylatorów. Znajduje się tutaj siedziba firmy.